# Јапанске подморнице класе Ојашио
Подморнице класе Ојашио су јапанске патролне дизел-електричне подморнице, које су почеле да се уврштавају у јапанску флоту крајем деведесетих, а задња се очекује да се уврсти у флоту марта 2008. године. По плану треба да се изграде 11 подморница (10 су већ завршене). Све подморнице су грађене у бродоградилиштима Kawasaki и Mitsubisi. Настале су даљим усавршавањем класе Харушио, од којих имају већу тежину и аутономију.

## Општи подаци
- Тежина:
  - 2.750 тона површински депласман
  - 4.000 тона подводни депласман
- Димензије:
  - Дужина: 81.70 метара
  - Ширина: 8.90 метара
  - Газ: 7.40 метара
- Максимална брзина:
  - 12 kn (22 km/h) у површинској вожњи
  - 20 kn (37 km/h) у подводној вожњи
- Погон: 2 дизел-мотора снаге 3.400 КС (2.584 kW) и 1 електромотор 7.200 КС (5.472 kW)
- Максимална дубина роњења:
- Норужање:
  - Торпедне цеви: 6 x 533 mm. Торпеда 20 комада: Type 89 или Type 80 ASW, Sub-Harpoon против бродске ракете.
- Сонар:  и
- Радар:
- Посада: 70 (10 официра).

## Подморнице
| Име     | Званична ознака | Почетак градње    | Поринуће            | Завршетак градње  |
| ------- | --------------- | ----------------- | ------------------- | ----------------- |
| Ојашио  |                 | 26. јануар 1994.  | 15. октобар 1996.   | 16. март 1998.    |
| Мичишио |                 | 16. фебруар 1995. | 18. септембар 1997. | 10. март 1999.    |
| Узушио  |                 | 6. март 1996.     | 26. новембар 1998.  | 9. март 2000.     |
| Макишио |                 | 26. март 1997.    | 22. септембар 1999. | 29. март 2001.    |
| Исошио  |                 | 9. март 1998.     | 27. новембар 2000.  | 14. март 2002.    |
| Нарушио |                 | 2. април 1999.    | 4. октобар 2001.    | 3. март 2003.     |
| Курошио |                 | 27. март 2000.    | 23. октобар 2002.   | 8. март 2004.     |
| Такашио |                 | 30. јануар 2001.  | 1. октобар 2003.    | 9. март 2005.     |
| Јаешио  |                 | 15. јануар 2002.  | 4. новембар 2004.   | 9. март 2006.     |
| Сетошио |                 | 23. јануар 2003.  | 5. октобар 2005.    | 28. фебруар 2007. |
| Мочишио |                 | 23. фебруар 2004. | 6. новембар 2006.   | 6. март 2008.     |